# Diera-Zehren
Diera-Zehren é um município da Alemanha, situado no distrito de Meißen, no estado da Saxônia. Tem 43,20 km² de área, e sua população em 2019 foi estimada em 3.240 habitantes.